# Erioptera incerta
Erioptera incerta är en tvåvingeart som beskrevs av Enrico Adelelmo Brunetti 1912. Erioptera incerta ingår i släktet Erioptera och familjen småharkrankar. Inga underarter finns listade i Catalogue of Life.